# D. C. Stephenson

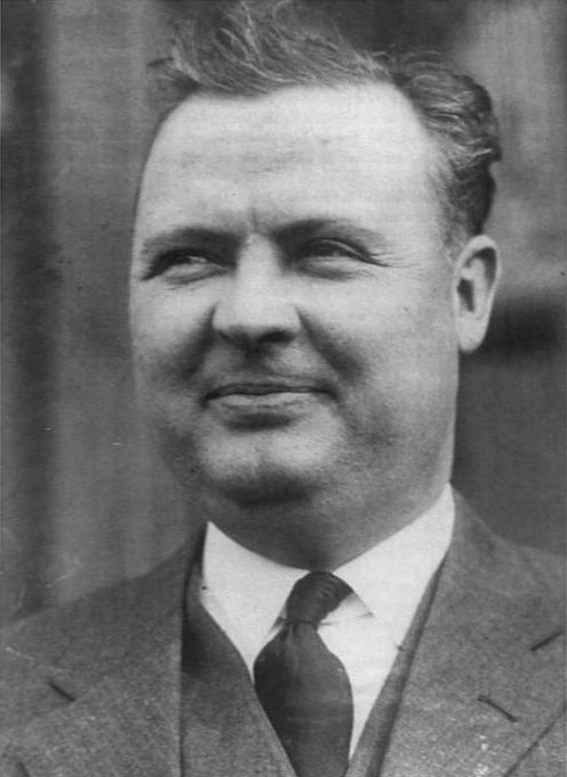
D. C. Stephenson (um 1922)

David Curtiss „Steve“ Stephenson (* 21. August 1891 in Houston, Texas; † 28. Juni 1966 in Jonesborough, Tennessee) war ein US-amerikanischer Politiker aus Indiana, der führendes Mitglied in der rechten Terrororganisation Ku Klux Klan gewesen war. Berühmt wurde er durch ein bestialisches Sexualverbrechen und seine Offenbarung über die Verstrickung des Klans in Indiana. „He was viewed as responsible for reviving the Klan and widening its base, and considered the most powerful man in Indiana“ („Er wurde als verantwortlich für die Wiederbelebung des Klans angesehen und dessen Basis erweitert zu haben und er wurde als der mächtigste Mann in Indiana angesehen“.) Er hatte enge Verbindungen zu einflussreichen Politikern Indianas, vor allem zu Gouverneur Edward L. Jackson.

## Frühes Leben und Ausbildung
Stephenson wurde in Houston, Texas im Jahre 1891 geboren und zog als Kind mit seiner Familie nach Maysville, Oklahoma. Nachdem er die staatliche Schule besucht hatte, trat er in die Sozialistische Partei Amerikas ein. Während des Ersten Weltkrieges absolvierte er eine Offiziersausbildung, diente jedoch nicht in Übersee.

## Mitglied des Klans
1920, im Alter von 29 Jahren, zog er nach Evansville (Indiana), wo er für eine Firma arbeitete, die Kohle verkaufte. Er trat 1922 in die Demokratische Partei ein und bemühte sich erfolglos um eine Nominierung für das Repräsentantenhaus. Er soll zu diesem Zeitpunkt bereits zwei Frauen geheiratet und verlassen haben.
Joseph M. Huffington, den der Ku Klux Klan aus Texas nach Evansville geschickt hatte, rekrutierte Stephenson und nahm ihn in den inneren Kreis der Organisation auf. Historiker Leonard Moore beschrieb beide als junge aufstrebende Männer. Die Evansville Klavern (Ortsgruppe) wurde die mächtigste und einflussreichste im Bundesstaat Indiana. Stephenson rekrutierte erfolgreich neue Mitglieder. 5400 Männer (23 % der Weißen in Vanderburgh County, Indiana) traten dem Klan bei.
Stephenson nutzte das Momentum und gründete in Indianapolis die Zeitung Fiery Cross. Er rekrutierte erfolgreich neue Mitglieder und baute die Organisation weiter aus. Protestantischen Priestern bot er freie Mitgliedschaft an. Zwischen Juli 1922 bis Juli 1923 traten in Indiana ca. 2.000 neue Mitglieder pro Woche in den Klan ein. Hiram Wesley Evans, der für die bundesweite Organisation zuständig war, unterhielt enge Beziehungen zwischen 1921 und 1922 zu der Organisation in Indiana, speziell zu Stephenson, da Indiana die größte Organisation nach Bundesstaaten hatte. Stephenson gab Evans im November 1922 Rückendeckung, als dieser William J. Simmons als Imperial Wizard absetzte. Imperial Wizard war der Titel des Vorsitzenden der nationalen Organisation des KKK. Evans wollte den Klan zu einer politischen Kraft ausbauen.
Nach Evans Sieg wurde Stephenson zum Grand Dragon (Oberbefehlshaber eines Bundesstaates) von Indiana ernannt. Außerdem war er für die Rekrutierung von sieben Staaten nördlich des Mississippi zuständig. Der Zulauf zum Klan stieg unaufhörlich an. In Indiana erreichte die Mitgliederzahl fast 250.000 – ein Drittel aller weißer Männer des gesamten Bundesstaates. Stephenson wurde durch die Größe der Organisation und Mitgliedsbeiträge zu einem reichen und mächtigen Mann. Evans hatte ein Monopol im Verkauf der Klan-Uniformen und anderer Devotionalien. Bei einem Treffen in Kokomo (Indiana) nahmen im Jahr 1923 100.000 Mitglieder teil. Stephenson sagte bei diesem Treffen, dass er sich mit dem Präsidenten der USA getroffen habe.
Im September 1923 trennte sich Stephenson, berauscht von seinem Erfolg, von der nationalen Organisation des Klans und machte mit den Staaten, die er führte, einen Konkurrenzklan auf. Stephenson wechselte auch die Parteien und ging zu den Republikanern, die den mittleren Westen dominierten. Er unterstützte Edward L. Jackson, dem man nachsagte, er sei ebenfalls Mitglied im Klan, als dieser sich 1924 (erfolgreich) um das Amt des Gouverneurs bemühte. Stephenson wurde mit "I am the law in Indiana." (Ich bin das Gesetz in Indiana) zitiert.

## Verurteilung wegen Mordes
Öffentlich trat Stephenson als biederer Vertreter der Prohibition auf und pries die protestantische Weiblichkeit. 1925 wurde er festgenommen und angeklagt, die staatliche Angestellte Madge Oberholtzer vergewaltigt und ermordet zu haben. Der Prozess brachte auch ans Licht, dass er und seine Freunde Trunkenbolde und Frauenhelden waren.
Stephenson hatte das Opfer während der Vergewaltigung etliche Male gebissen. Eine Brust wies tiefe Bissspuren auf. Die Bisse führten zu einer Infektion und da er ihr medizinische Hilfe verweigerte, nahm das Gericht an, dass diese zum sicheren Tode geführt hätte, so dass es eine Anklage wegen Mordes rechtfertigte. Oberholtzer hatte nach der Vergewaltigung Selbstmord begangen, indem sie Gift trank, was zu einem qualvollen Tode über mehrere Wochen geführt hatte.  Stephenson wurde wegen second-degree murder am 14. November 1925 verurteilt. Am 16. November 1925 wurde das Strafmaß festgelegt: Lebenslänglich.
Stephenson wurde anschließend ins Indiana State Prison verbracht.
Als der Gouverneur Edward L. Jackson am 9. September 1927 weder die Strafe reduzierte noch Stephenson begnadigte, packte Stephenson über die Klan-Aktivitäten aus. Er gab der Zeitung Indianapolis Times eine Übersicht, welche Staatsangestellten der Rassistenorganisation angehörten. (Die Times gewann für diese Reportage den Pulitzerpreis.) Der Skandal um das abartige Sexualverbrechen und die Veröffentlichung führten gegen Ende der 1920er Jahre zu einem dramatischen Mitgliederverlust des Klans.
Die Veröffentlichungen durch Stephenson führten zu zahlreichen Korruptionsverfahren und brachten mächtige Politiker zu Fall.

## Spätere Jahre
Stephenson wurde am 23. März 1950 begnadigt. Weil er Auflagen verletzte, wurde er erneut verurteilt. Am 22. Dezember 1956 wurde er erneut begnadigt mit der Auflage, Indiana für immer zu verlassen. Stephenson kehrte dann trotzdem nach Seymour, Indiana zurück, wo er Martha Dickinson heiratete – nach einem Jahr trennten sich beide ohne Scheidung. Insgesamt hat er als Straftäter 31 Jahre im Gefängnis verbracht.
Stephenson zog nach Jonesborough, Tennessee, wo er für den Herald & Tribune arbeitete, dort heiratete er Martha Murray Sutton, obwohl er noch mit Dickinson verheiratet war.
1961, siebzigjährig, wurde Stephenson in Tennessee festgenommen, weil er eine Sechzehnjährige vergewaltigen wollte. Nach der Zahlung von 300 Dollar wurde er freigelassen. Stephenson starb in Jonesborough, Tennessee und wurde auf dem Mountain Home National Cemetery in Johnson City, Tennessee bestattet.

## Weiteres
- John Heard stellte  Stephenson in der Miniserie Cross of Fire (1989) dar.